# Indywidualne Mistrzostwa Danii na Żużlu 1985
Indywidualne Mistrzostwa Danii na Żużlu 1985 – cykl turniejów żużlowych, mających na celu wyłonienie najlepszych żużlowców w Danii w sezonie 1985. Tytuł zdobył Erik Gundersen.

## Finał
- Fredericia, 19 sierpnia 1985

| Msc. | Zawodnik            | Klub    | Pkt |  |  |
| ---- | ------------------- | ------- | --- |  |  |
| 1    | Erik Gundersen      | Esbjerg | 15  |  |  |
| 2    | Hans Nielsen        | –       | 13  |  |  |
| 3    | Tommy Knudsen       | –       | 13  |  |  |
| 4    | Bo Petersen         | –       | 11  |  |  |
| 5    | Preben Eriksen      | –       | 11  |  |  |
| 6    | Kurt Hansen         | –       | 9   |  |  |
| 7    | Jan Stæchmann       | –       | 9   |  |  |
| 8    | Jens Rasmussen      | –       | 8   |  |  |
| 9    | John Jørgensen      | –       | 7   |  |  |
| 10   | Flemming Rasmussen  | –       | 5   |  |  |
| 11   | Jan Osvald Pedersen | –       | 5   |  |  |
| 12   | Aksel Jepsen        | –       | 4   |  |  |
| 13   | Alf Busk            | –       | 3   |  |  |
| 14   | Peter Glanz         | –       | 3   |  |  |
| 15   | Finn Rune Jensen    | –       | 1   |  |  |
| 16   | John Eskildsen      | –       | 0   |  |  |